# Camp de Salzgitter-Gebhardshagen
 (octobre 2024).
Si vous disposez d'ouvrages ou d'articles de référence ou si vous connaissez des sites web de qualité traitant du thème abordé ici, merci de compléter l'article en donnant les références utiles à sa vérifiabilité et en les liant à la section « Notes et références ».
Le camp de Salzgitter-Gebhardshagen est une unité de travail forcé dépendant du camp de concentration de Neuengamme située à Gebhardshagen, au sud-ouest de Brunswick, et dont les détenus sont mis à la disposition de la société minière Erzbergbau Salzgitter GmbH, appartenant au groupe Reichswerke Hermann Göring.
À partir de 1942, le cours de la guerre oblige l’Allemagne nazie a enrôler de nouvelles classes de conscrits qui laissent un vide dans les chaînes de production. Pour compenser ces pertes, les autorités mobilisent d’abord la population féminine, puis des travailleurs forcés étrangers, et finalement la population concentrationnaire.

## Création

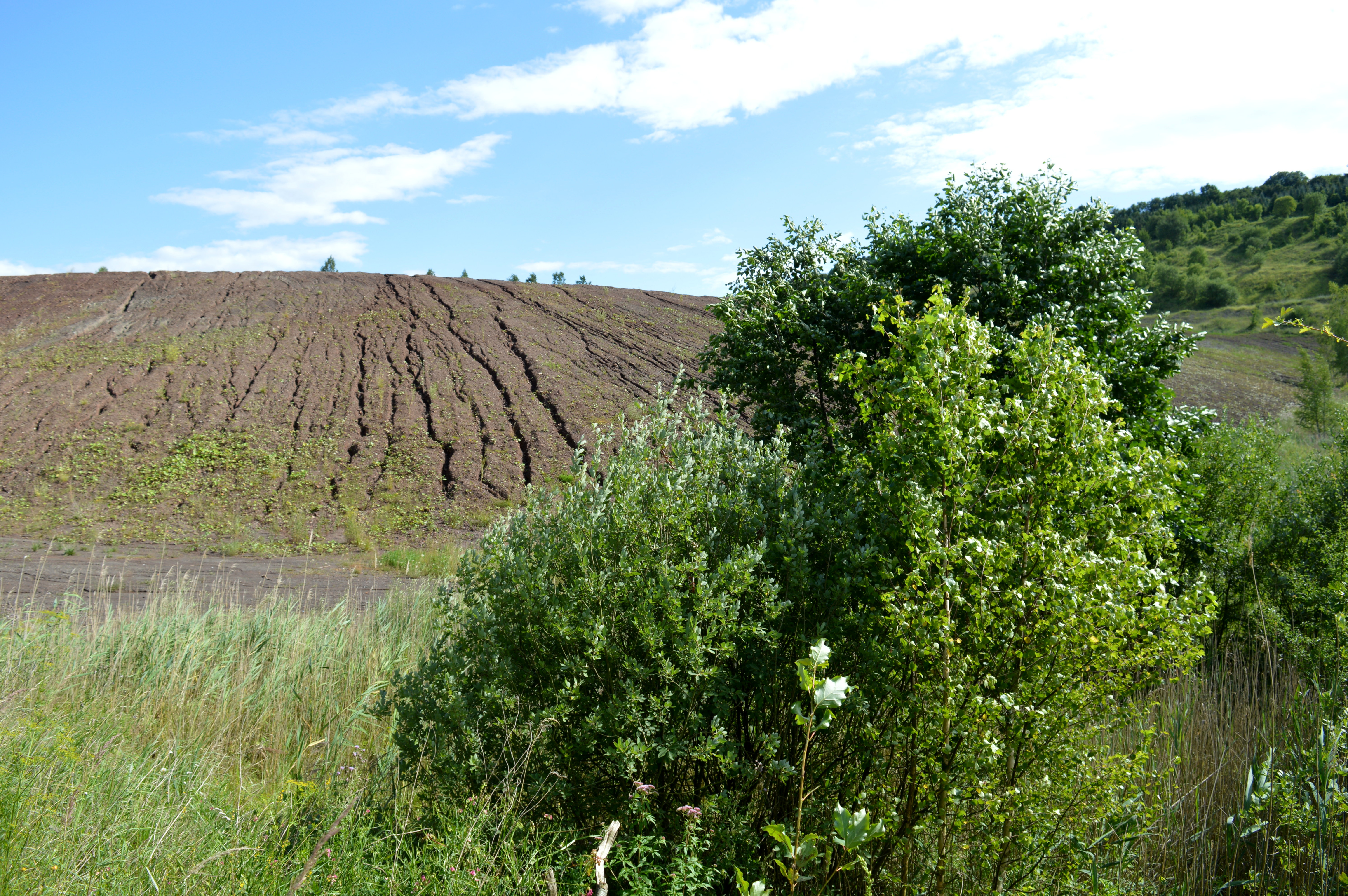
Terrils de l'ancienne mine d'Haverlahwiese.

Le camp est aménagé en 1944 pour la société minière Erzbergbau Salzgitter GmbH, appartenant au groupe Reichswerke Hermann Göring. qui exploite le gisement Haverlahwiese sur les hauteurs à l'ouest de Salzgitter. Les baraquements se trouvent à côté du puits II.
La surveillance est confiée à des soldats de la Wehrmacht et à des troupes auxiliaires ukrainiennes. Pendant environ deux mois, entre 300 et 450 hommes, parmi lesquels de nombreux Français et citoyens soviétiques, y sont employés pour creuser un bassin d'épuration et aménager de chemins et des voies ferrées. Certains détenus sont employés à creuser des galeries et en extraire le minerai.

## Dissolution
Le camp est dissout le 30 septembre 1944 et la mine continue l'exploitation avec des prisonniers de guerre. Les déportés, rendus à la SS, sont renvoyés à Neuengamme, pour y être répartis entre les camps extérieurs de Kaltenkirchen et de Husum.